# Bugs Bunny in Double Trouble
 (décembre 2018).
Si vous disposez d'ouvrages ou d'articles de référence ou si vous connaissez des sites web de qualité traitant du thème abordé ici, merci de compléter l'article en donnant les références utiles à sa vérifiabilité et en les liant à la section « Notes et références ».
Bugs Bunny in Double Trouble est un jeu vidéo de plate-forme sorti en 1996 sur Mega Drive et Game Gear aux États-Unis et en Europe. Il est inspiré des dessins animés des Looney Tunes et met en scène plusieurs de leurs personnages.

## Le jeu

### L'histoire
Bugs Bunny s'endort dans son lit. Il se met à rêver à Sam le pirate (Yosemite Sam), et l'imagine en train de construire un robot nommé « Gossamer ».
Le robot échappe aux commandes de Sam et devient fou. Bugs doit rentrer dans le téléviseur du monde des Toons pour corriger les désordres causés aux habitants de ces dessins animés.

### Les buts et actions
Le jeu est une succession de niveaux composés de plates-formes. Chaque niveau propose un but différent : Bugs doit aider un autre personnage à trouver un abri, combattre un monstre, etc.
Bugs Bunny, dans ce jeu, peut sauter et courir rapidement, prendre et conserver des objets et les lancer contre ses ennemis.

## Les personnages ennemis de Bugs et leurs actions
- Elmer Fudd  : tire avec son fusil.
- Taureau et Lion : 
  - Taureau : charge le joueur avec ses cornes.
  - Lion: déchire le joueur avec ses griffes.
- Les 4 voleurs :
  - Voleur n. 1 : perché sur un tapis volant, il attaque le joueur.
  - Voleur n. 2 : lance un boomerang.
  - Voleur n. 3 : se bat à l'épée.
  - Voleur n. 4 : boxe le joueur.
- Sam le pirate : utilise une lance.
- Chevalier noir : lance une hache de guerre.
- Dragon : crache des boules de feu.
- Chauve-souris et fantôme
  - Chauve-souris : attaque en piqué sur le joueur.
  - Fantôme : mord le joueur.
- Gossamer : cherche à frapper Bugs.
- Hazel la sorcière : crée des nuages empoisonnés. Se met parfois à réapparaître.
- Soucoupe volante
  - 1er bataille : vole en direction du joueur.
  - 2e bataille : lance des missiles et des harpons depuis un canon.
- K-9  le chien : court après le joueur et essaye de le renverser.
- Marvin le Martien : envoie des bâtons de dynamite à Bugs.

## Création et distribution
Ce jeu a été développé par Probe Entertainment et Atod et édité par Sega.